# Rustam Minnihanov
Rustam Nurgalievici Minnihanov (în rusă Рустам Нургалиевич Минниханов, în tătară Рөстәм Нургали улы Миңнеханов; n. 1 martie 1957, Yaña Arış⁠(d), RSFS Rusă, URSS) este un proeminent politician rus și cel de-al doilea și actualul președinte al Republicii Tatarstan, teritoriu subiect federal al Rusiei.

## Tinerețea și educația
Rustam Minnihanov s-a născut pe 1 martie 1957 într-o familie de tătari de pe Volga din satul Novîi Arîș (în rusă Новый Арыш, în tătară Яңа Арыш), raionul Rîbno-Slobodski, RASS Tătară.
A absolvit Institutul Agronomic din Kazan în 1978 ca inginer mecanic și secția din Kazan a Institutului Sovietic de Comerț din Moscova în 1986 ca specialist în merchandising și organizarea comerțului cu produse alimentare. Este un doctor în științe economice.
Minnihanov este căsătorit și are doi fii. Fiul lui, Irek Minnihanov, a murit în prăbușirea avionului ce efectua zborul 363 al Tatarstan Airlines pe 17 noiembrie 2013.

## Cariera
După absolvirea institutului în 1978, a început o carieră de inginer, lucrând la Asociația Selkhoztekhnika din raionul Sabinski. A lucrat apoi în acel raion ca inginer energetician superior și inginer energetician șef al întreprinderii de exploatare forestieră din raionul Sabinski (1980-1983) și apoi vicepreședinte al Consiliului de administrație al raionului Sabinski (1983-1985).
În 1985–1993 a îndeplinit funcții de conducere în raionul Arski: președinte al Consiliului de administrație al raionului (1985-1990), președinte al Comitetului Executiv al raionului Arski (1990-1992), prim-vicepreședinte al Administrației Raionale (1992-1993).
În 1993 a fost numit șef al administrației raionului Vîsokogorski și în noiembrie 1996 a devenit ministru de finanțe al Republicii Tatarstan. Începând din 10 iulie 1998 până în 25 martie 2010 a fost prim-ministru al Republicii Tatarstan. În timpul mandatului său de prim-ministru, Minnihanov a continuat să fie implicat în sectorul industrial, îndeplinind funcția de președinte al consiliului de administrație al companiei petroliere Tatneft din 2005 până în 2006. S-a remarcat prin sprijinirea inovației tehnologică, a tranziției către o administrație tot mai informatizată, a raționalizării activităților oficiale prin utilizarea documentelor electronice și a semnăturii  electronice pe documentele oficiale.
Pe 27 ianuarie 2010 președintele rus Dmitri Medvedev l-a nominalizat pe Rustam Minnihanov ca noul președinte al Tatarstanului și pe 25 martie 2010 Rustam Minnihanov a preluat oficial funcția de președinte.
În timpul Crizei din Crimeea din 2014, Minnihanov a acționat ca mediator între guvernul de la Kremlin și comunitatea tătarilor crimeeni, încercând să înlăture teama existentă în rândul tătarilor din Crimeea de o persecuție potențială din partea Rusiei după anexarea peninsulei.

## Distincții
- Ordinul de Merit al Patriei, clasa a IV-a
- Ordinul Prieteniei
- Medalia „În memoria aniversării a 300 de ani a orașului Sankt Petersburg”
- Medalia „În memoria aniversării a 1000 de ani a orașului Kazan”
- Medalia „Pentru merite în lichidarea consecințelor unei situații de urgență” (EMERCOM)
- Ordinul „Pentru Merit” al Republicii Tatarstan